# 克萊本縣 (田納西州)
克萊本縣（英語：Claiborne County）是美國田納西州東北部的一個縣，北鄰肯塔基州與維吉尼亞州。面積1,144平方公里。根據美國2000年人口普查，共有人口29,862人。縣治塔茲韋爾 (Tazewell)。
成立於1801年10月29日。縣名紀念首任國會代表威廉·C·C·克萊本 (William Charles Cole Claiborne)。